# 피닉스 컨택트
피닉스 컨택트(Phoenix Contact)는 독일에 본사를 두고 있는 기업으로, 산업 자동화, 상호 연결 및 인터페이스 솔루션 제조업체이다. 이 회사는 터미널 블록, 릴레이, 커넥터, 신호 처리기, 전원 공급 장치, 컨트롤러 및 PLC, I/O 시스템, 산업용 이더넷, 컨트롤러 시스템 케이블링, PCB 터미널 블록 및 커넥터, 서지 억제를 개발한다. 또한 피닉스 컨택트는 모드버스, 디바이스넷(DeviceNet), 이더넷/IP, CANopen, PROFIBUS 및 PROFINET 네트워크와 함께 사용할 수 있는 제품을 제조한다.
이 회사는 1923년 독일 에센에서 설립되었으며 2021년에 29억 7천만 유로(약 31억 달러)가 넘는 연간 매출을 기록했다. 피닉스 컨택트는 독일, 미국, 중국, 인도, 폴란드, 그리스, 브라질, 튀르키예, 스웨덴, 아르헨티나 등 10개 이상의 국가에서 제품을 제조하고 있으며 50개 해외 자회사에서 20,300명의 직원을 고용하고 있다.